# Správa železnic
Správa železnic (deutsch: Eisenbahnverwaltung) ist der staatliche Eisenbahninfrastrukturbetreiber in Tschechien. Správa železnic ist als staatliche Organisation („státní organizace“) Betreiber und Eigentümer aller Eisenbahnstrecken in tschechischem Staatsbesitz. Sie entstand am 1. Januar 2003 als Správa železniční dopravní cesty (SŽDC) durch Abspaltung von der Staatsbahn České dráhy (ČD). Die VKM-Kurzbezeichnung ist SŽCZ.
Die Aufgabe der staatlichen Organisation ist die Sicherstellung von Betrieb, Betriebsführung, Modernisierung und Entwicklung der Eisenbahnverkehrswege.

## Geschichte

Logo von 2003 bis 2017

Grundlage für die Gründung eines eigenen Infrastrukturunternehmens für die staatseigenen Eisenbahnen in Tschechien war das Gesetz Nr. 77/2002 vom 5. Februar 2002. Am 1. Januar 2003 trat es mit der Abspaltung der SŽDC aus den ČD in Kraft. Správa železnic verwaltet seitdem mit Ausnahme einiger weniger Nebenstrecken fast das gesamte Schienennetz Tschechiens (9.467 km). 
Neben Správa železnic betreiben in Tschechien noch PDV Railway und PKP Cargo International öffentliche Eisenbahninfrastruktur.
Am 1. Januar 2020 wurde Správa železniční dopravní cesty (SŽDC) aufgrund des Staatsgesetzes 367/2019 vom 31. Dezember 2019 in Správa železnic umbenannt. Die Änderung wurde zum 15. Januar 2020 wirksam.

## Verkehrskorridore
Aktuell wird das Schienennetz in den vier nationalen multimodalen Korridoren ausgebaut, d. h. parallel zu den anderen Verkehrsträgern Straße und Wasserstraße. Diese waren ebenfalls Teil der Paneuropäischen Verkehrskorridore. Es handelte sich um den Korridor Nr. IV Dresden–Prag–Bratislava/Wien–Budapest–Arad mit dem Zweig Nürnberg–Prag, und den Korridor Nr. VI Gdańsk–Warschau–Katowice–Žilina mit dem Zweig Katowice–Ostrava–Břeclav/Brno. 2004 wurde durch die Entscheidung 884/2004/EG der Aufbau der transeuropäischen Verkehrsnetze (TEN-T) auf die neuen EU-Mitgliedstaaten erweitert. Auf dem Gebiet Tschechiens befinden sich zwei TEN-T-Eisenbahnprojekte: Nr. 22 – Eisenbahnachse Athen–Sofia–Budapest–Wien–Prag–Nürnberg/–Dresden mit der Eisenbahnverbindung Břeclav–Prag–Nürnberg und dem Abschnitt Prag–Linz, und Nr. 23 – Eisenbahnachse Danzig–Warschau–Brünn–Bratislava/–Wien mit der Eisenbahnverbindung Katowice–Břeclav.

1. Eisenbahnkorridor
2. Eisenbahnkorridor
3. Eisenbahnkorridor
4. Eisenbahnkorridor

Weitgehend modernisiert ist die Schienenverbindung des sogenannten 1. Korridor (Berlin–Dresden–)Děčín–Prag–Brünn–Břeclav (–Wien). Hier wurde eine Streckenhöchstgeschwindigkeit von 160 km/h realisiert. Ein wichtiger Teil des Projektes war die bessere Anbindung des Prager Hauptbahnhofes an die von Norden kommende Strecke. Seit 1999 wurde dafür die viergleisige „Neue Verbindung“ erstellt, die im Dezember 2008 in Betrieb ging. Internationale Züge, die vorher nur am peripher gelegenen Bahnhof Praha-Holešovice hielten, können nun direkt den Hauptbahnhof erreichen.
Im Jahr 2019 beginnen gemeinsame Machbarkeitsstudien mit DB Netz für eine Neubaustrecke nördlich von Ústí nad Labem zur Ergänzung der nicht weiter ausbaufähigen Elbtalbahn. Es wird ein Baubeginn nach 2025 erwartet. Neben dem Erzgebirgstunnel wird bis zum Sommer 2019 für die gesamte weitere Strecke nach Prag eine Machbarkeitsstudie für eine Hochgeschwindigkeitsstrecke erstellt.
Von dieser Strecke zweigt die Schienenstrecke des 2. Korridor über Olomouc in Richtung Slowakei und Polen ab. Die Gesamtlänge beträgt 213 km.
Der 3. Korridor führt von der Grenze bei Mosty u Jablunkova über Ostrava nach Prag und von dort über Pilsen nach Cheb. In Deutschland besteht Anschluss an die Bahnstrecke in Richtung Nürnberg. Dieser Korridor mit einer Gesamtlänge von 665 km hat östlich Prag den größten Teil seiner Strecke mit den Korridoren 1 und 2 gemeinsam.

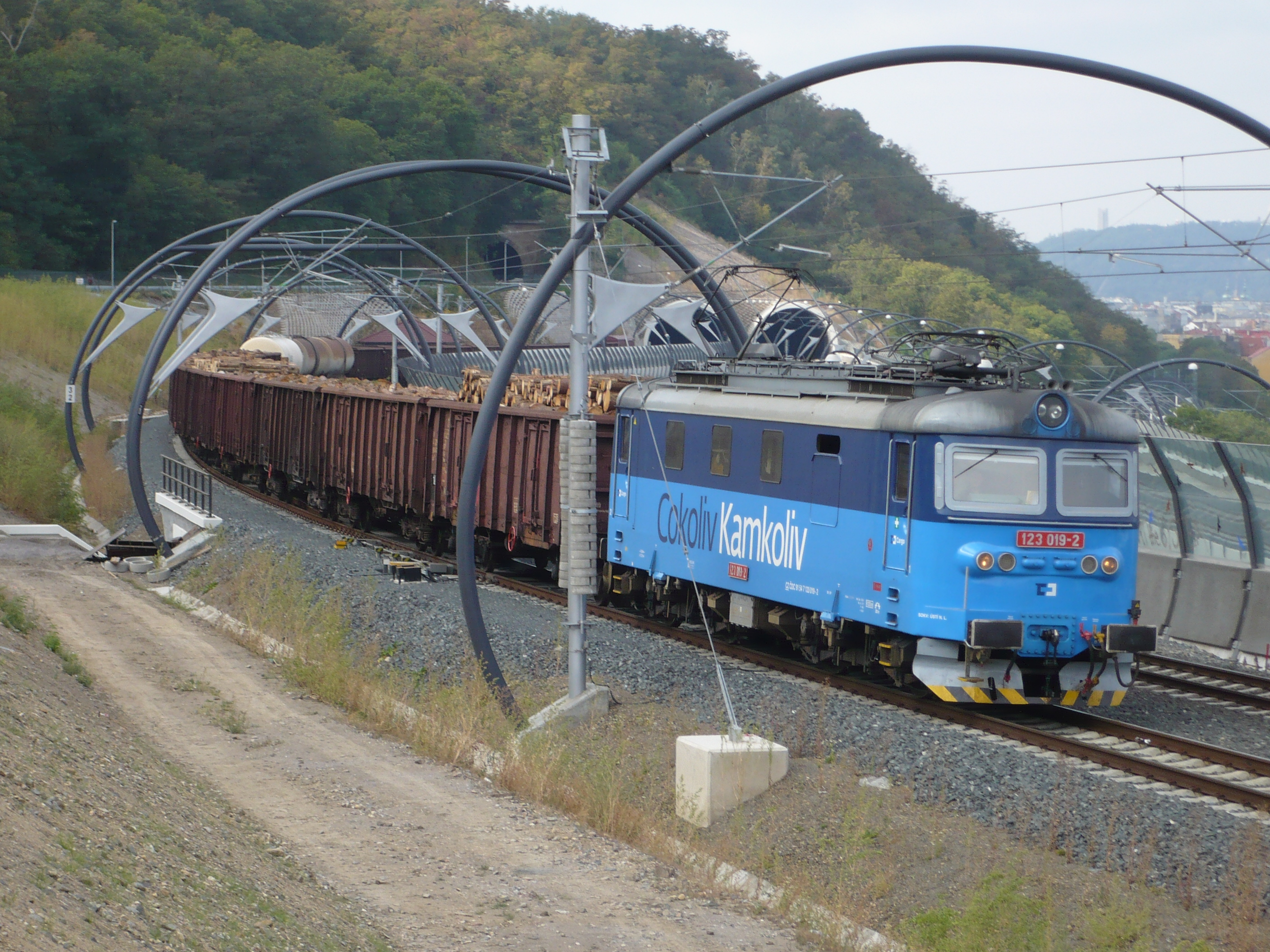
„Neue Verbindung“ durch Prag. Links der stillgelegte Tunnel, daneben die neuen Tunnel

Der Ausbau des westlichen Abschnitts Prag–Cheb soll insgesamt 55 Mrd. Kronen (ca. 2,2 Mrd. Euro) kosten. Die gesamte Strecke ist in sieben Baulose eingeteilt. In vier Abschnitten hatten Mai 2009 die Arbeiten bereits begonnen. Der Abschnitt Plzeň-Stříbro ist bereits fertiggestellt. Die Bauarbeiten sollen bis 2016 abgeschlossen werden. Die Fahrzeit zwischen Prag und Cheb würde sich dann von 3,5 Stunden auf 1,5 Stunden verkürzen.
Ein bemerkenswertes Unternehmen ist dabei der Neubau der Strecke Prag–Beroun. Das Verkehrsministerium der Tschechischen Republik genehmigte den Bau für 2019. Die Fernverkehrszüge werden nicht mehr im kurvenreichen Berounkatal fahren, wo ein sinnvoller Ausbau kaum möglich wäre, sondern beide Orte auf einer 27 km langen Neubaustrecke verbinden. Diese verläuft zum größten Teil in Tunnels und ist um die Hälfte kürzer als die bisherige Strecke. Die Höchstgeschwindigkeit im Neubauabschnitt soll bei 270 km/h liegen, während die restlichen Ausbauabschnitte für Streckenhöchstgeschwindigkeiten von 160 km/h umgebaut werden. Diese Strecke ist der erste Bauabschnitt der geplanten Hochgeschwindigkeitsstrecke Praha–Plzeň–Bayern. Dazu ist für die Verbindung zwischen München und Prag eine Schnellfahrstrecke mit der Bezeichnung Donau-Moldau-Bahn in Untersuchung.
Der 4. Korridor durchschneidet Tschechien in Nord-Süd-Richtung. Von Děčín verläuft er parallel zum Korridor 1 nach Prag und von dort über České Budějovice (Budweis) zur Grenze bei Summerau, wo man Anschluss nach Linz hat.
Im Abschnitt südlich von Prag finden umfangreiche Ausbauarbeiten statt. Im Umfeld von Prag wird viergleisig ausgebaut. Südlich von Benešov wurden und werden umfangreiche Linienverbesserungen durch Tunnelbauten vorgenommen. Im Jahr 2019 begann die Streckenausrüstung mit ETCS Zugbeeinflussungs- und Signaltechnik im Abschnitt Prag–Votice. Es wird an der vollständigen Elektrifizierung der Strecke auch nach Gmünd gearbeitet, damit besonders für den Güterverkehr eine Ausweich- und Entlastungsstrecke zum 1. Korridor ermöglicht wird. Der Abschnitt von České Budějovice bis ins österreichische Summerau wurde bereits modernisiert.

## Projekte
Die Strecke Prag–Turnov–Liberec soll zukünftig als Korridor V ebenfalls ausgebaut werden. Vorgesehen ist dort eine teilweise Neutrassierung und der Ausbau für eine Höchstgeschwindigkeit von 160 km/h. Ein Zeitplan hierfür ist nicht bekannt.
Auch im Regionalverkehr bestehen zurzeit mehrere Projekte zur Modernisierung des Streckennetzes. Geplant ist etwa der Ausbau der Strecke Prag–Kladno zu einer richtigen S-Bahn („Esko“), dabei soll auch der Flughafen Praha-Ruzyně mit angebunden werden.
Im Zusammenhang mit dem generellen Ausbau der Strecke zwischen Brünn und der polnischen Grenze in Oberschlesien soll die erste Strecke für eine Höchstgeschwindigkeit von 200 km/h entstehen. Dafür ist 2019 die Finanzierung gesichert. Weitere Bahnstrecken sind für diese Geschwindigkeitserhöhung in der Diskussion.
Die Organisation wurde von der Regierung beauftragt, sämtliche Strecken mit ETCS auszustatten, da die bisherige Zugbeeinflussung LS und Mirel keine Geschwindigkeiten über 160 km/h im Regelverkehr erlaubt. Eine enorme Investition stellt auch die Projektierung und Bau eines Netzes von Schnellfahrstrecken nach französischem Vorbild dar. Geplant ist die Übernahme zahlreicher Personenverkehre auf die Schnellfahrstrecken von den überlasteten Korridorstrecken, um auf letzteren mehr Güterverkehr zu ermöglichen.

## Trassenpreise
Für Nahverkehrszüge erhebt die Organisation auf dem gesamten Streckennetz 0,22 €/km. Ab 1. Juli 2012 soll dieser Betrag auf den Korridorstrecken auf 0,30 €/km angehoben werden.
Nostalgie-, Touristik- und Sonderzüge müssen seit dem 1. Januar 2012 auf dem gesamten Streckennetz 1,74 €/km entrichten.

## Fahrzeuge

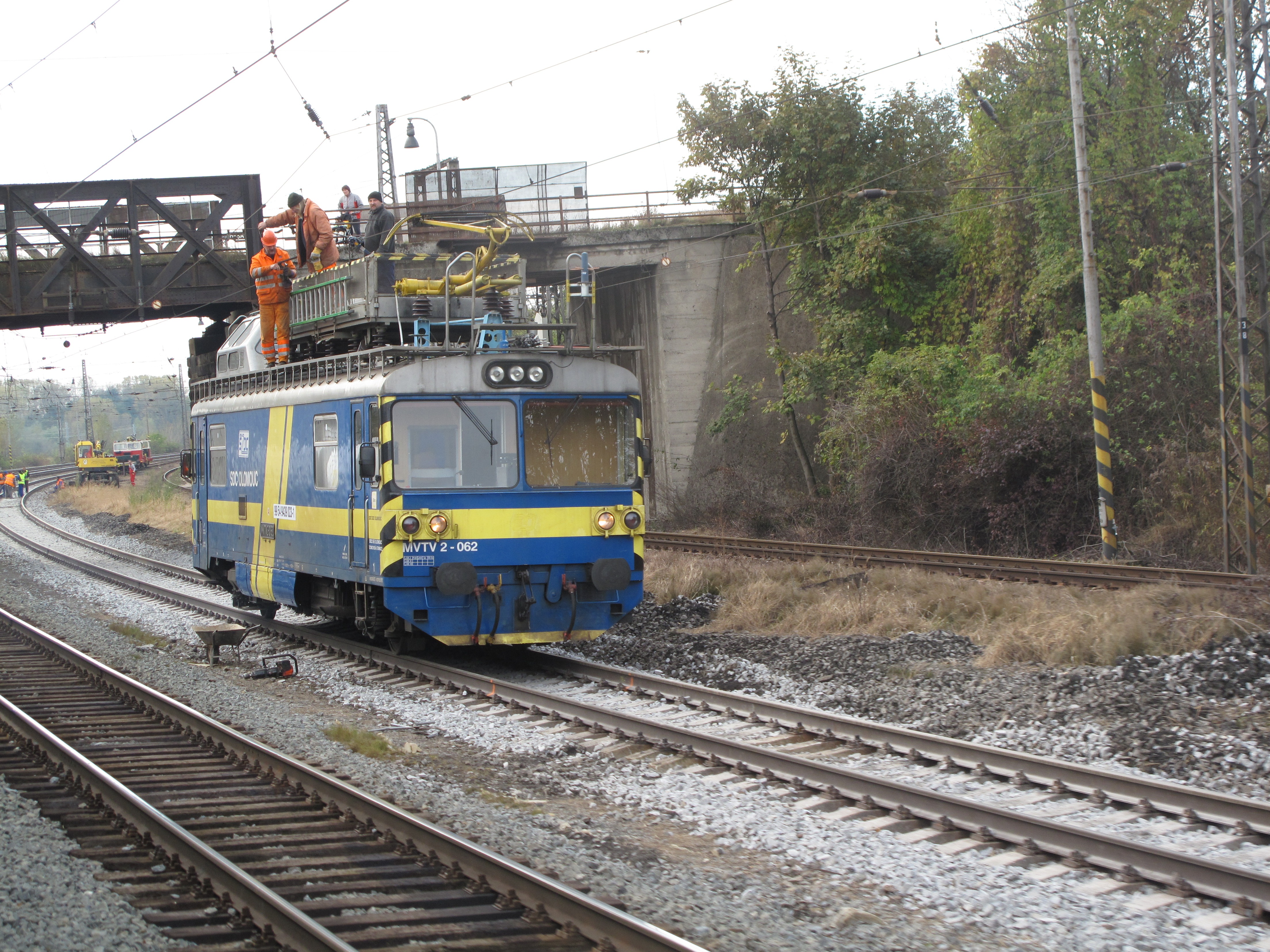
Turmtriebwagen MVTV2

Správa železnic verfügt über eigene Fahrzeuge zur Streckeninstandhaltung. Dazu gehören Turmtriebwagen und Rottenkraftwagen.